# Pfarrkirche Hauskirchen

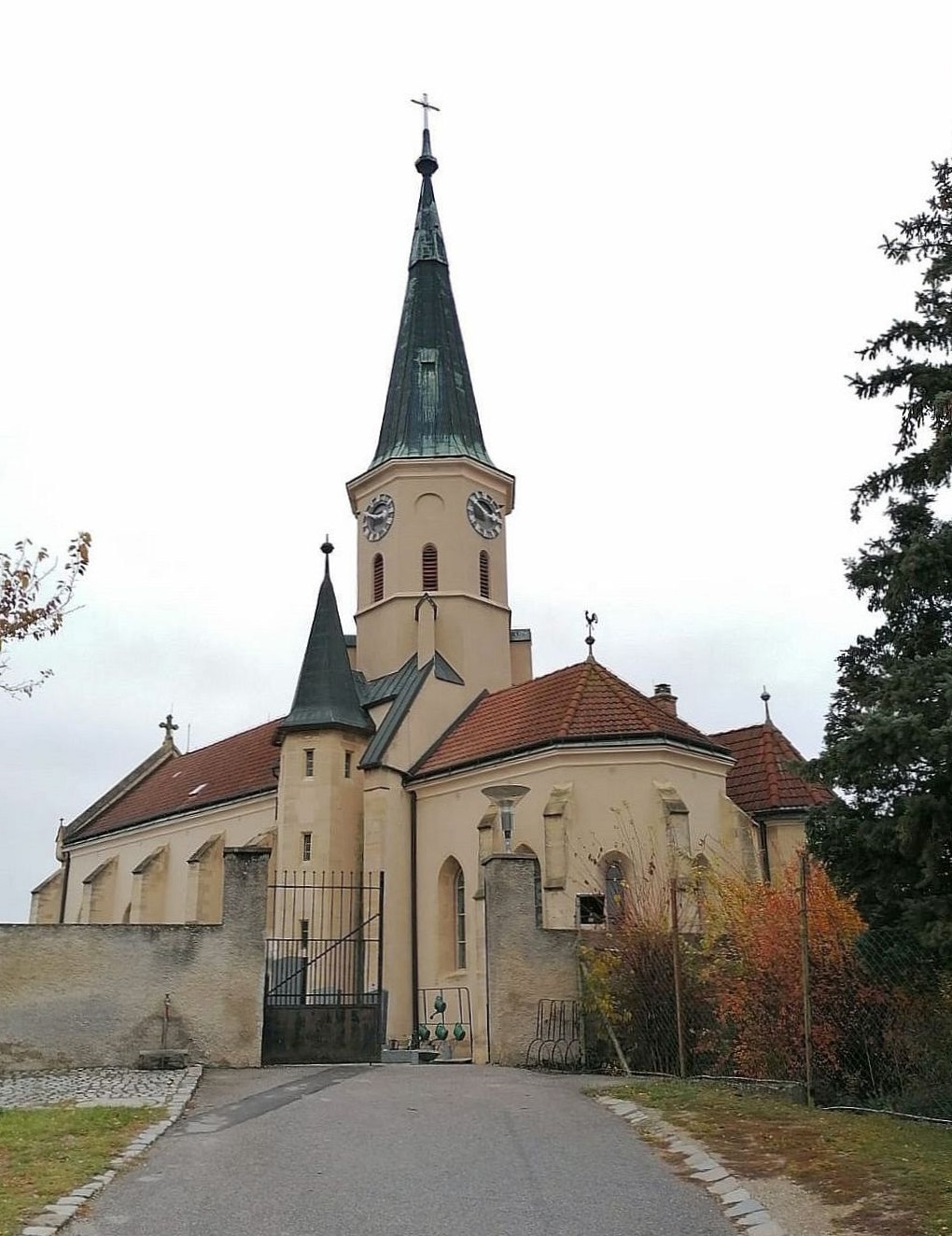
Pfarrkirche Hauskirchen

Die römisch-katholische Pfarrkirche Hauskirchen steht in der Schulgasse von Hauskirchen im Bezirk Gänserndorf in Niederösterreich. Die auf das Patrozinium hl. Laurentius geweihte Kirche gehört zum Dekanat Zistersdorf der Erzdiözese Wien. Die Kirche steht unter Denkmalschutz.

## Geschichte
Die Gründung der Pfarre und der Bau einer Pfarrkirche erfolgten frühen schriftlichen Aufzeichnungen zufolge um 1150 durch Hugo von Liechtenstein. Im Zuge der josephinischen Reformen wurde die Pfarre 1784 wieder errichtet.

## Architektur

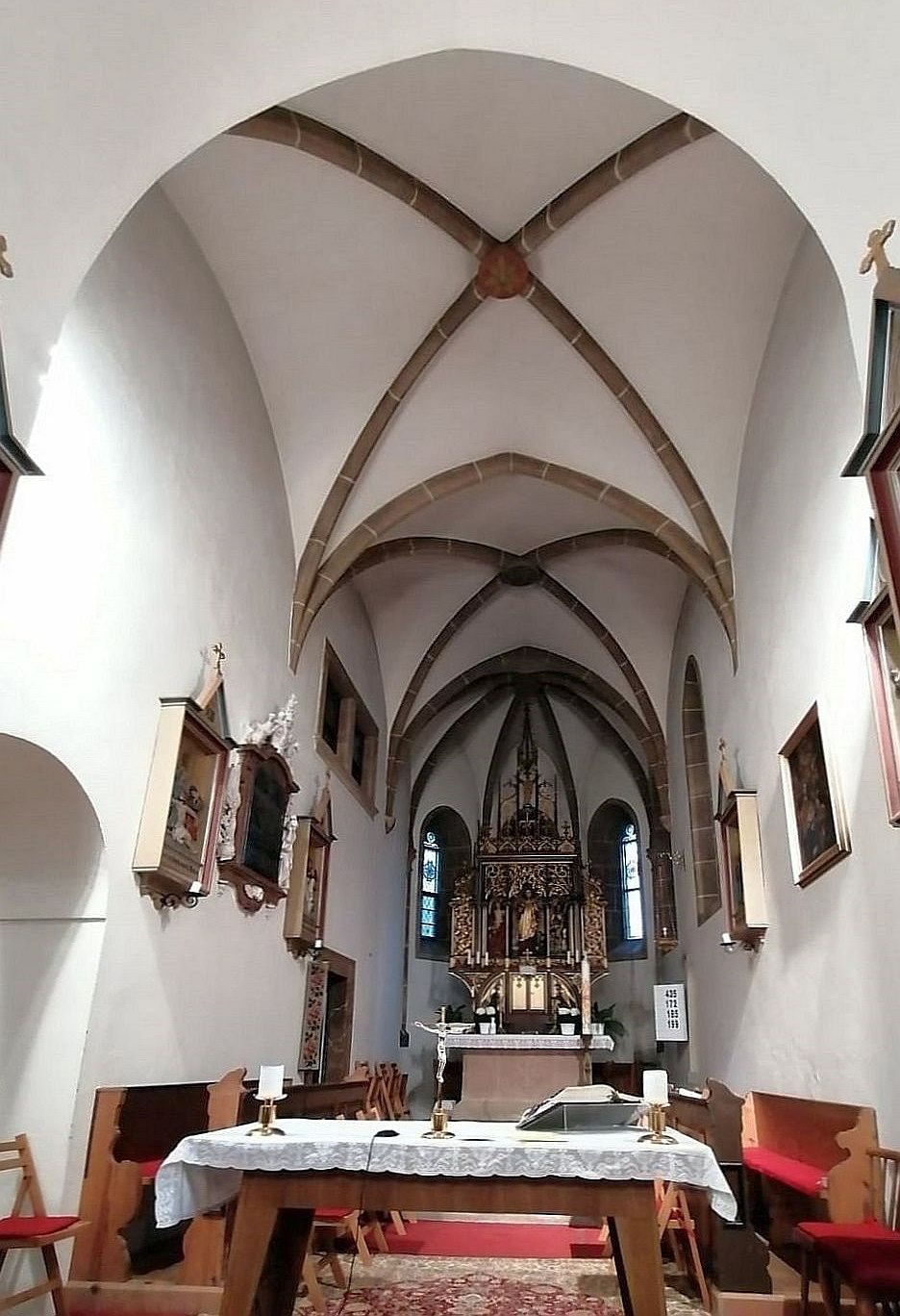
Innen, Blick nach Osten

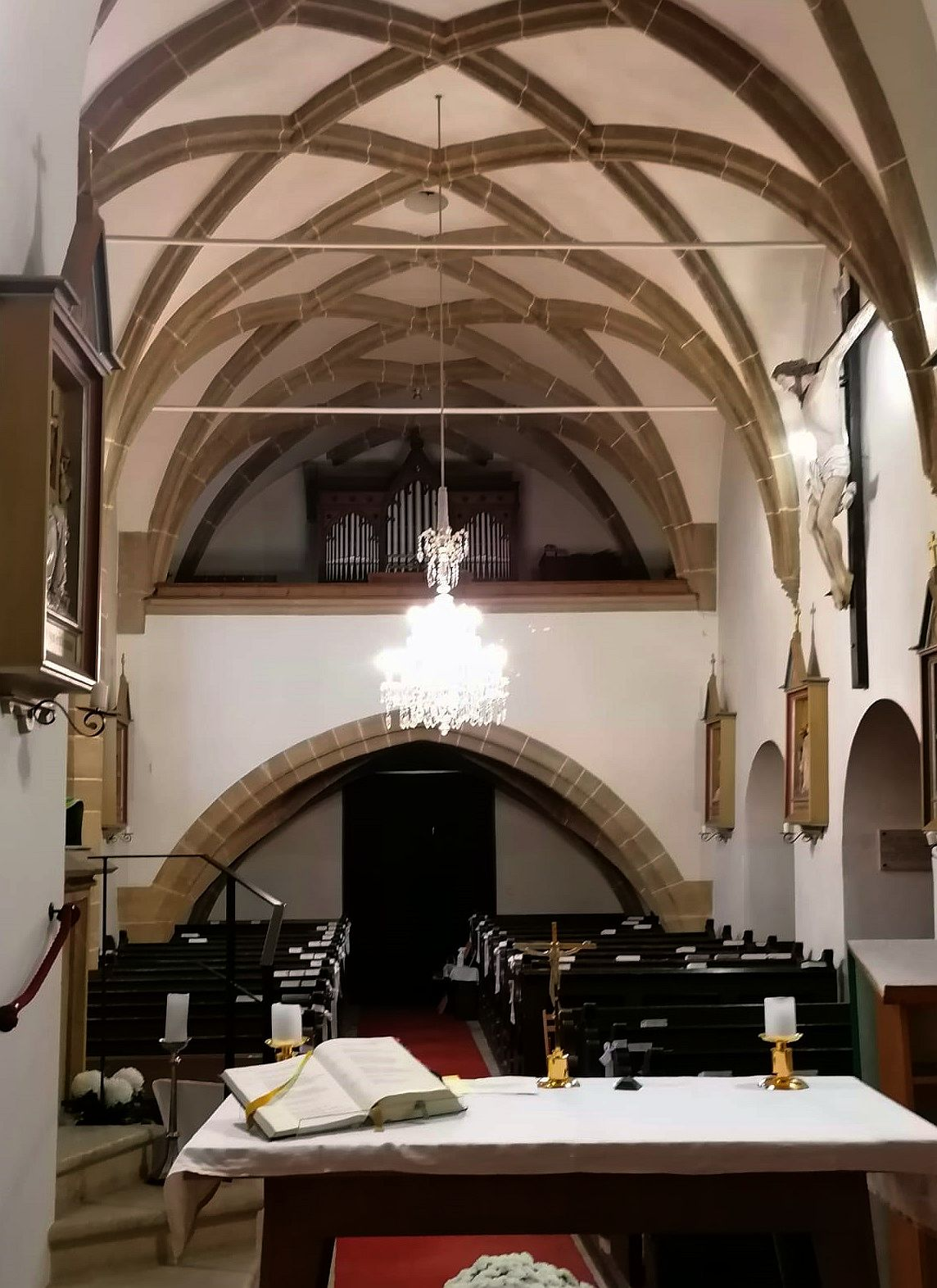
Innen, Blick nach Westen

Die Pfarrkirche Hauskirchen steht erhöht auf einer Geländestufe im Südosten des Ortes. Sie besteht aus einem Chor mit daran anschließendem Hauptschiff, einem nordseitigen Nebenschiff und einem westseitigen Turm. Der im Kern romanische Bau geht auf das  13. Jahrhundert zurück und erfuhr im Lauf der Zeit mehrere Veränderungen. Der gotische Chor stammt aus dem 14. Jahrhundert, das Seitenschiff sowie das Kreuzrippengewölbe über dem Langhaus aus dem 15. Jahrhundert. Die Kirche wurde im Barock umgestaltet und erweitert. Als Baumaterial diente  überwiegend „Schneckenkalksandstein“ (sarmatische gastropodenführende Oolithe) aus dem nahen Steinbruch Hauskirchen. Die heutige Erscheinungsform des Gebäudes ist bestimmt durch die Renovierung und Umbauten von 1897–1899 unter Dombaumeister Julius Hermann (1848–1908). Zu Ostern 1899 wurden 12 bunte Glasfenster eingebaut, welche die Firma Carl Geyling’s Erben aus drei älteren Fenstern des Wiener Stephansdoms zusammengestellt hatte. Im Jahr 1900 erhielt die Kirche einen neuen Hochaltar, einen neuen Seitenaltar und eine neue Kanzel, welche allesamt vom Bildhauer Ludwig Linzinger im gotischen Stil gefertigt wurden.

## Ausstattung

### Altäre
Der im gotischen Stil gehaltene Hochaltar wurde 1900 vom Bildhauer Ludwig Linzinger aus Eichenholz geschnitzt. Seine Statuen stellen den hl. Laurentius, den hl. Sebastian und den hl. Florian von Lorch dar, der Tabernakel wird von Engeln in Anbetung flankiert. Der Sockel des Hochaltars wurde bereits 1899 aus Muschelsandstein errichtet.
Der ebenfalls im gotischen Stil gehaltene Marien-Seitenaltar wurde ebenfalls 1900 von Ludwig Linzinger aus Eichenholz geschnitzt. Der Aufbau zeigt die Himmelskönigin mit Kind, der Sandsteinsockel wurde 1899 errichtet.

### Fenster
Die Spitzbogenfenster der Kirche weisen zwei unterschiedliche Verglasungen auf: die drei bunten Fenster um den Hochaltar und im Seitenschiff stammen noch aus der 1899 eingesetzten Fenstergruppe, während sieben neue Fenster 1948 von der Firma Franz Janisch sen. neu hergestellt wurden, und zwar als Ersatz für die bei Kriegshandlungen zerstörten.

### Andachtsbild

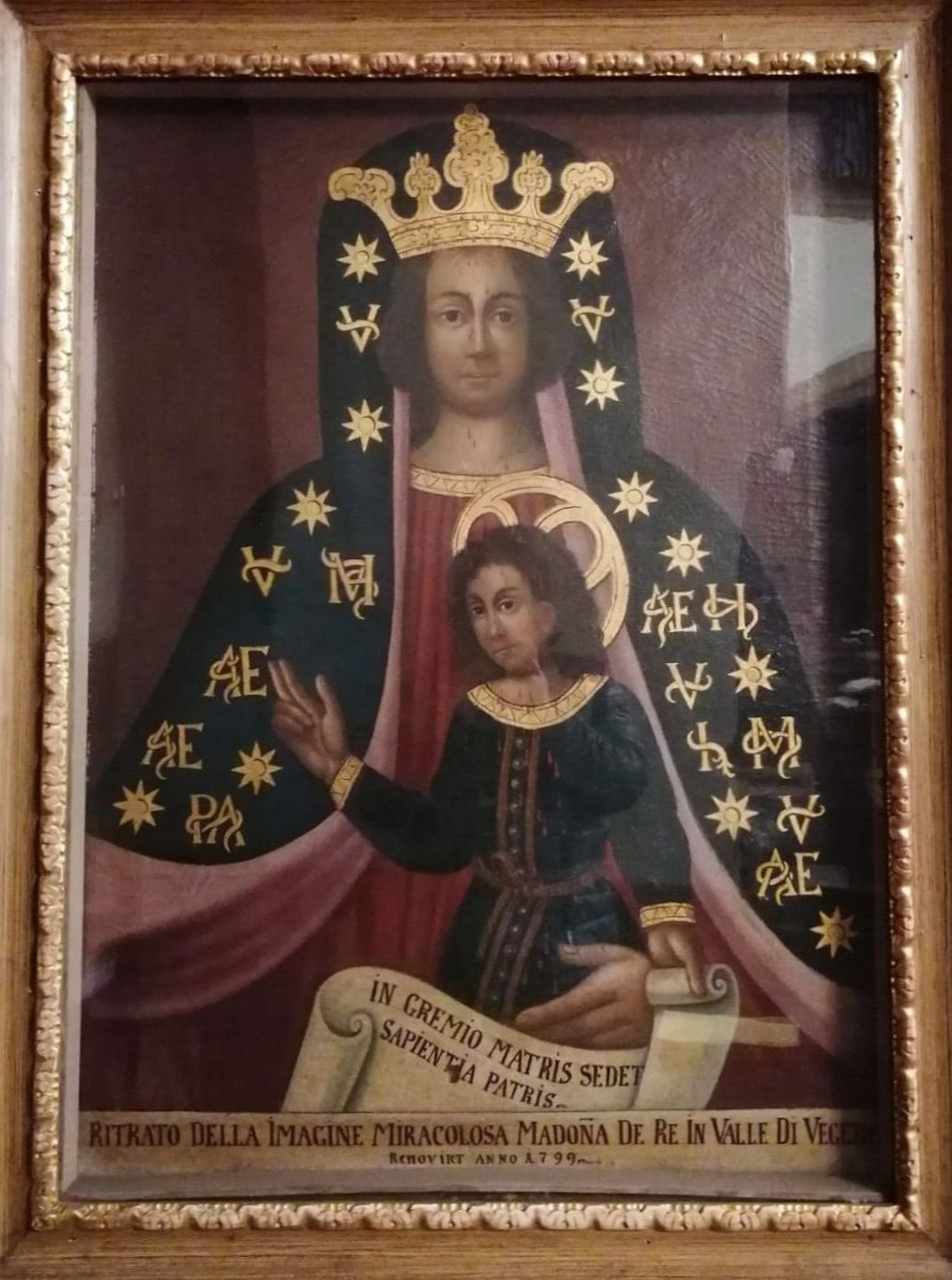
Andachtsbild der Madonna de Re

Das Andachtsbild der Madonna de Re, eine Darstellung Marias als Sedes sapientiae, ist laut der Inschrift auf seinem Rahmen eine Kopie des in der Wallfahrtskirche der Madonna del Sangue im Piemont verehrten Gnadenbildes Madonna della ferita. Es zeigt die am Kopf blutende Madonna mit dem Jesuskind.
Der Überlieferung zufolge ereignete sich 1494 im Ort Re im Valle Vigezzo ein Wunder, als das Fresko einer Maria lactans an der Stirn zu bluten begann, nachdem es von einem Stein getroffen wurde.
Das Gemälde in Hauskirchen wurde laut Inschrift 1799 renoviert und war laut der Pfarrchronik früher ein Seitenaltarbild. Ein Schriftband in lateinischer Sprache unter dem Bild lautet IN GREMIO MATRIS SEDET SAPIENTIA PATRIS („Im Schoß der Mutter sitzt die Weisheit des Vaters“).

### Plastiken

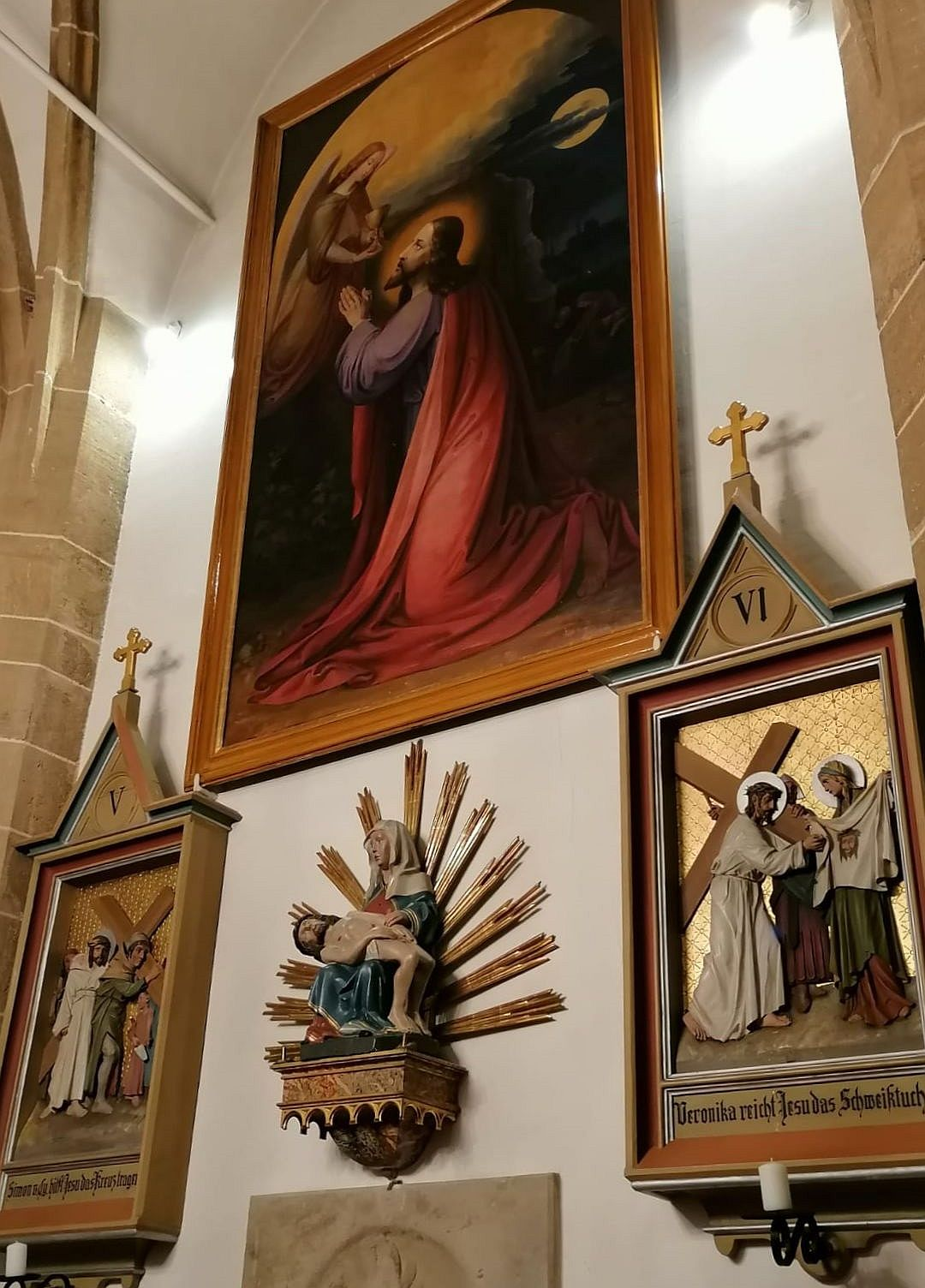
Kreuzwegbilder von Linzinger, Pietà und Ölbergbild

Das mächtige spätgotische Kruzifix mit der Jahreszahl 1544 wurde 1995 renoviert.
Das steinerne Taufbecken mit Kupferschale hat die Jahreszahl 1674.
An der Wand befindet sich innerhalb eines spätbarocken Strahlenkranzes vom Ende des 18. Jahrhunderts eine Pietà, welche einst auf dem Hochaltar aufgestellt war. In der Pfarrchronik heißt es über die Statue: Ober dem Tabernakel steht die Statue der schmerzhaften Mutter Gottes Maria. Diese scheint sehr alt zu sein, denn auf ihr selbst steht geschrieben: „Renov. 1600, renov. zum 2tmal 1829“.
Ferner besitzt die Kirche ein Ölbergbild aus der ersten Hälfte des 19. Jahrhunderts.
Der Kreuzweg aus geschnitzten Holzreliefs wurde 1905 von Ludwig Linzinger nach Vorbildern von Martin Feuerstein für die Pfarrkirche St. Marienkirchen bei Schärding geschaffen und von dort 1953 an die Pfarre Hauskirchen verkauft.

### Denkmäler

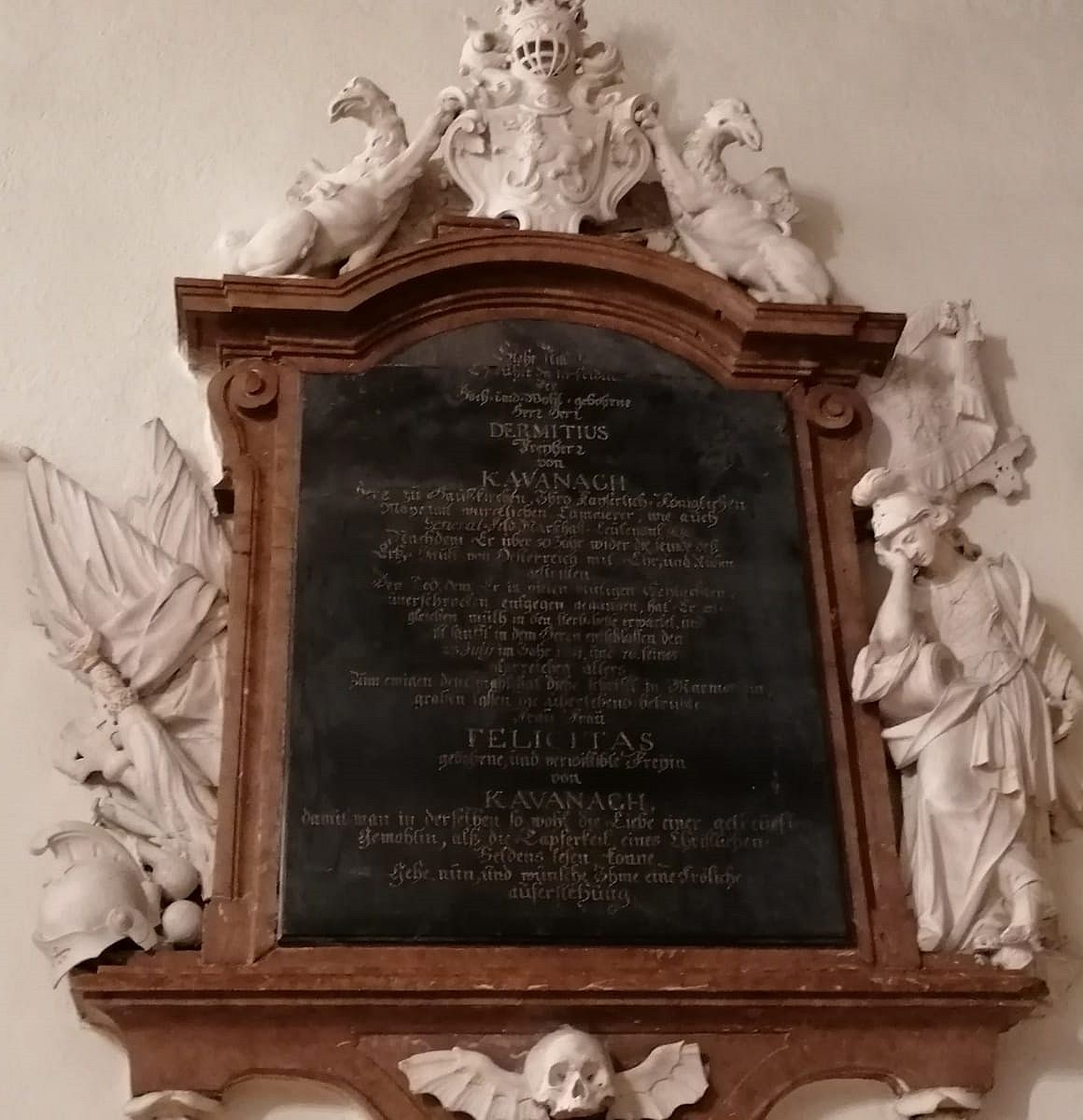
Epitaph für Freiherrn Kavanagh von Ballyane († 1751)

An der Wand des Altarraums bemerkenswertes mehrteiliges barockes Marmorepitaph für den ursprünglich aus Irland stammenden Freiherrn Dermitius (Dermot) Kavanagh von Ballyane († 1751) und seine Ehefrau Felicitas. Kavanagh kaufte 1723 die Herrschaft Hauskirchen vom Fürsten Joseph von Liechtenstein, nahm an zahlreichen Feldzügen teil, wurde 1735 Feldmarschallleutnant und starb 1751 an seinen Kriegsverletzungen. Die Inschrift auf dem von seiner Witwe in Auftrag gegebenen Epitaph lautet:  Steh still / Hi[e]r ruht in Frieden / der / Hoch- und Wohl- geborene / Herr Herr / Dermitius / Freiherr / von / Kavanagh / Herr zu Haußkirchen, Ihro kaiserlich-königlichen / Mayestätt würc[k]lichen Kammerer, wie auch / General-Feld-Marschall-Leutenant / Nach dem er über 50 Jahr wider die Feinde deß / Ertz-Hauß von Österreich mit Ehr, und Ruhm gestritten. / Den Tod, dem Er in den vielen blütigen Schlachten, / unerschrocken entgegen gegangen, hat er mnit gleichen  / muth in den Sterb-bette erwartet, und ist sanft in dem / Herrn entschlafen den 23 Juli im Jahr 1751 und 76, / seines glorreichen Alters. Zum ewigen Gedenkmahl hat / dieße Schrift in Mamor eingraben lassen, die überlebend[e] / betrübte Frau Frau Felicitas geborene und verwittibte / Freyin von Kavanagh damit man in derseleben sowohl die / Liebe einer getreuesten Gemahlin, alß die Tapferkeit / eines Christlichen Helden lesen Könne. Geh nun, und / wünsche Ihne eine fröhliche Auferstehung.
An der Wand unterhalb der Pietà ist ein weiteres barockes Epitaph mit Wappendarstellung angebracht, im Mittelgang der Kirche befinden sich ferner zwei steinerne Gedenktafeln für die langjährigen Pfarrer von Hauskirchen, Adalbert Neunteufel († 1974) und Franz Engel († 2007).

### Gruft
Unter dem Hochaltar befindet sich eine Gruft, in der drei Kupfersärge und ein Holzsarg aufgestellt sind. Im Holzsarg ruht der ehemalige Pfarrer von Hauskirchen, Ignaz Ernst Khauz, der am 14. März 1760 hier bestattet wurde.

### Orgel
Die Orgel hat 1 Manual und Pedal und 6 Register. Sie wurde 1904 vom Orgelbaumeister Josef Mauracher errichtet und 2005 durch Orgelbaumeister Franz Windtner renoviert.

## Turm und Glocken
Das ehemalige Läuthaus im Turm ist von der Pfarrkirche aus über eine Wendeltreppe aus 33 Sandsteinstufen zu betreten. Die Glocken sind von dort aus über eine steile Eisenleiter mit 28 Sprossen zu erreichen. Das Geläute der Pfarrkirche besteht aus vier Glocken mit elektrisch betriebenen Läutwerken:
1. Glocke I, welche aus dem 16. Jahrhundert stammt;
2. Glocke II, mit der Inschrift Gemeinde Hauskirchen / 1949 gestiftet von Bürgermeister Martin;
3. Glocke III, mit der Inschrift Jagdgesellschaft Hauskirchen;
4. Glocke IV, die als kleinste der Glocken als Sterbeglocke dient.

## Friedhof

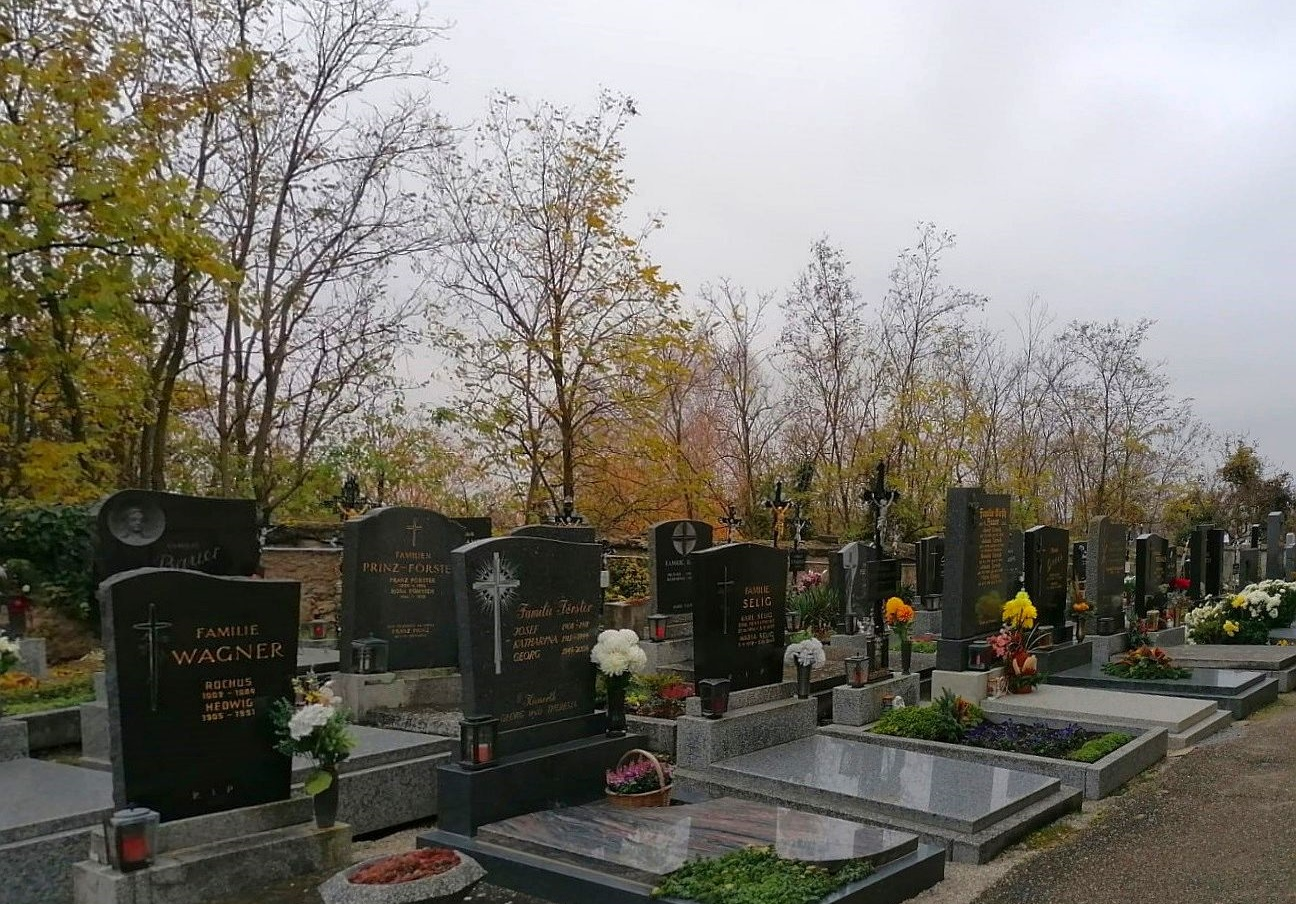
Friedhof neben der Pfarrkirche

Rings um das Gotteshaus befindet sich der Friedhof der Pfarre Hauskirchen.